# Кошереле (Прахова)
Кошереле (рум. Coșerele) насеље је у Румунији у округу Прахова у општини Горнет-Криков. Oпштина се налази на надморској висини од 195 m.

## Становништво
Према подацима из 2002. године у насељу је живело 575 становника, од којих су сви румунске националности.